# JuK
JuK is een vrije audiospeler voor de KDE- en TDE-werkomgevingen, die deel uitmaakt van de pakketten kdemultimedia en tdemultimedia. JuK ondersteunt het afspelen en beheren van mp3-, FLAC- en Ogg Vorbis-bestanden. JuK is in de eerste plaats een jukebox-programma, met een sterke focus op het beheren van digitale muziekcollecties.

## Overzicht
- Maken en beheren van afspeellijsten
- Mogelijkheid om om mappen te controleren en afspeellijsten (M3U) en muziekbestanden te importeren.
- Mogelijkheid om de collectie en afspeellijsten te doorzoeken
- Een boomzicht-modus waarbij automatisch afspeellijsten worden gemaakt uit albums, artiesten of genres
- Geschiedenis die aangeeft welke bestanden wanneer afgespeeld zijn
- Tag aanmaken aan de hand van de naam van een bestand of door opzoeken in de online MusicBrainz database
- Bestanden hernoemen aan de hand van hun tag
- Phonon (KDE 4), aRts (KDE 3/TDE) of GStreamer als muziekengine
- Mogelijkheid om ID3- en Ogg Vorbis-tags te bewerken
- Cd's branden (met K3b)